# Shorea hemsleyana
Espèce
Statut de conservation UICN

 VU A2acd : Vulnérable
Shorea hemsleyana est une espèce de plantes du genre Shorea de la famille des Dipterocarpaceae.

## Liste des sous-espèces
Selon Catalogue of Life (20 septembre 2020) :
- sous-espèce Shorea hemsleyana subsp. grandiflora
- sous-espèce Shorea hemsleyana subsp. hemsleyana